# Ingibjörg Sólrún Gísladóttir
Ingibjörg Sólrún Gísladóttir (født 31. december 1954 i Reykjavík) er en islandsk politiker fra det socialdemokratiske parti Samfylkingin. Hun var fra maj 2007 til januar 2009 landets udenrigsminister.

## Uddannelse
Gísladóttir blev bachelor i historie og litteraturvidenskab fra Islands Universitet i 1979 og cand.mag. samme sted i 1983. Hun var desuden gæstestuderende ved Københavns Universitet.

## Politisk karriere
Hun startede sin politiske karriere i Kvindelisten, som hun repræsenterede i Reykjavíks byråd fra 1982 til 1988 og i parlamentet fra 1991 til 1994. Hun blev borgmester i Reykjavík i 1994 som leder af en koalition af fire partier kaldet Reykjavíklisten, og sad frem til 2003. I 2005 blev hun formand for Samfylkingin. Dette var hun frem til marts 2009, hvor hun blev erstattet som formand af Jóhanna Sigurðardóttir.